# 中国人在日“碰瓷”风波
中国人在日“碰瓷”风波为因一起2015年于日本京都发生的車撞人交通意外，被誤報為“碰瓷”的新闻。该虚假新闻事件发生在2015年中华人民共和国国庆黄金周期间，借新浪微博等网络平台传播引发大量讨论。而虚假新闻事件的反转也具有戏剧性。

## 本体事件
杨女士（68岁），一家五口參加日本6天旅行團，福建廈門出發，團費每人7400元。在2015年8月21日下午于日本京都祇园町歌舞练场发生交通意外，被日本一女司机的汽车碰撞。事件发生后报警处理，最后与女司机私下和解，结果为女司机赔偿伤者十万日元。9月16日廈門市第一醫院出具腳傷MRI報告。

## 误传为“碰瓷”风波
“碰瓷”为北京地區的地方方言，指的是骗徒借称财物损毁，要求无辜者承担赔偿的行为；目的为欺诈钱财。后这类行为从财物损毁演变到身体损伤等，而成为交通事故，通常骗徒会要求事主“私了”（不通过警察备案而私下协商赔偿）；日语中对后者这类以交通事故为掩护进行的欺诈，称之为。

### 风闻言事
新浪微博上名为『小小小力SAMA』用户（为一位在日留学的中国学生），听闻有中国游客碰瓷讹诈十万事件，自己进行了较为粗糙的调查，认为此事为真，而在微博发出，并且贴出了同学拍摄的当地公告照片。其称手头资料为其微信朋友圈上的其他用户处得到。
新浪微博名为『凤凰李淼』用户，带V账号（新浪认证），备注为“凤凰卫视驻东京首席记者 李淼”，因为其在日身份，被询问该事件，而对该事件进行了调查，并且在10月5日发布了《独家：日方称“中国老人在日碰瓷索赔10万”属实》消息。其中公布了采访录音，之后言及中国游客在日的不文明行为。
职业媒体人的介入使得该事件升级，而引起了广泛转发。

### 记者陈述
针对不信任意见，李淼在微博上发布了其与日本袛園町南側地區協議會的采访录音。

### 转折
微博名为『青草八六』用户（8月21日事件游客所在旅行团领队），于10月5日出来发言。指称交通意外事件为真，且稍后晒出了自己的机票与入境记录，并提供了当时当事人赴医院的诊断书。
以上举动令之前凤凰主导的事件发生转折。大陆的媒体《环球时报》也在10月6日于新浪微博上发表文章反驳之前凤凰新闻的“碰瓷”说法，且非常针锋相对地，模仿之前凤凰新闻标题句式，使用标题《独家调查：京都中国老人“碰瓷”？假的！》，其中采访了之前凤凰方面未予以采访的交通事件当事人家属。

### 日方就不实信息道歉
10月6日深夜，京都祇园町南侧地区协议会向凤凰卫视记者发去《道歉与更正》，指出之前发布的通告有不符合事实的表述。
而中央电视台在10月9日报道中称，作为通告发布人的村上茂未经协会同意擅自发布通告，祗园町南侧地区协议会已要求其辞职。

### 记者致歉
记者李淼在10月6日与10月7日分别发布了两条微博，更新该事件的情况，其中对之前的采访进行了反思。

## 背景
2006年末，中国大陆的南京发生了一起事件，后成为争议非常大的民事诉讼案件——南京彭宇案。其核心争议在于法官判决逻辑的表述：“如果不是彭宇撞的老太太，他完全不用送她去医院”。在此案之后，中国大陆持续不断地出现了许多“好心扶摔倒老人反被讹”和“老人摔倒无人敢搀扶”的现象与新闻报道。舆论多认为这与南京彭宇案的判决带来的社会风气变动有关。
而该事件的影响为，媒体乐意为发行量、点击率等因素而报道此类消息（即黄色新闻）；公众也容易对该类纠纷事件中的老人套用“碰瓷者”形象。
在这一虚假新闻的传播中，上述两方面的因素潜移默化地起到了强化与放大作用。
而随2014年开始的中国大陆赴日旅游人数激增（且该趋势延续至2015年），许多游客在赴日观光的过程中也伴随着不文明行为。这些不文明行为以及与当地原住户的争端，也事实成为了媒体的报道焦点。

## 反响
该虚假新闻出现的时间点，正好为中国大陆的国庆黄金周，新浪微博为事发平台的该事件，也因此收获较高关注，而引发网友热议。
央视新闻中也针对该事件发展做出了分析，并且对涉事记者提出了批评。
日方当事机构在虚假新闻事件后针对性提出道歉与更正，在10月9日，祗园町南侧地区协议会做出对通告发布人辞职的要求
日本的部分媒体也开始关注该事件在中国大陆的热议情况。